# Gospel (Friderika Bayer)
Gospel è il sesto album della cantante ungherese Friderika Bayer, pubblicato nel 2003 attraverso un'etichetta indipendente. L'album, come suggerisce il titolo, è di genere gospel e i brani in esso contenuti sono di tematica religiosa.

## Tracce
CD
1. Nagy az Úr
2. Jézus szeretlek, követlek
3. Egyre csak mélyül
4. Ne félj
5. Jézus, kedves Megváltóm
6. Szívemből szól
7. Szent szerelmed
8. Jézus megtartom ígéd
9. Uram, Te vagy életem
10. Mondd, hol van
11. Neked Uram, szól énekem
12. Szent vagy én Uram
13. Mily szerelmesek hajlékid